# Scey-Maisières
Scey-Maisières is een gemeente in het Franse departement Doubs (regio Bourgogne-Franche-Comté) en telt 296 inwoners (2004). De plaats maakt deel uit van het arrondissement Besançon.
Op een rots boven de vallei van de Loue bevindt zich de kasteelruïne Castel Saint-Denis. Dit kasteel werd ook Château de Scey genoemd.

## Geografie
De oppervlakte van Scey-Maisières bedraagt 12,7 km², de bevolkingsdichtheid is 23,3 inwoners per km².
De onderstaande kaart toont de ligging van Scey-Maisières met de belangrijkste infrastructuur en aangrenzende gemeenten.

## Demografie
Onderstaande figuur toont het verloop van het inwonertal (bron: INSEE-tellingen).